# 张开地
张开地（?—?），战国人，韩国的大臣，曾任相國。
张开地先后辅佐韩昭侯、韩宣惠王、韩襄王三代国君。开地之子张平亦拜相，辅佐韩僖王、韩桓惠王两代国君。即所謂「五世相韓」。
张平之子张良是汉初开国名臣。